# Alum Creek
Alum Creek és una concentració de població designada pel cens dels Estats Units a l'estat de Virgínia de l'Oest. Segons el cens del 2000 tenia 1.839 habitants.

## Demografia
Segons el cens del 2000, Alum Creek tenia 1.839 habitants, 759 habitatges, i 563 famílies. La densitat de població era de 41,3 habitants per km².
Dels 759 habitatges en un 29,4% hi vivien nens de menys de 18 anys, en un 62,3% hi vivien parelles casades, en un 8,2% dones solteres, i en un 25,8% no eren unitats familiars. En el 23,3% dels habitatges hi vivien persones soles l'11,2% de les quals corresponia a persones de 65 anys o més que vivien soles. El nombre mitjà de persones vivint en cada habitatge era de 2,42 i el nombre mitjà de persones que vivien en cada família era de 2,85.
Per edats la població es repartia de la següent manera: un 20,8% tenia menys de 18 anys, un 9,4% entre 18 i 24, un 28,9% entre 25 i 44, un 27,4% de 45 a 60 i un 13,5% 65 anys o més.
L'edat mediana era de 40 anys. Per cada 100 dones de 18 o més anys hi havia 92,3 homes.
La renda mediana per habitatge era de 40.714 $ i la renda mediana per família de 47.195 $. Els homes tenien una renda mediana de 43.233 $ mentre que les dones 36.875 $. La renda per capita de la població era de 24.607 $. Entorn del 13,1% de les famílies i el 13,5% de la població estaven per davall del llindar de pobresa.

## Poblacions properes
El següent diagrama mostra les poblacions més properes.